# جورج ناكانو
جورج ناكانو (بالإنجليزية: George Nakano) هو سياسي أمريكي، ولد في 1935. انتخب عضو جمعية ولاية كاليفورنيا.